# Philippine Daily Inquirer

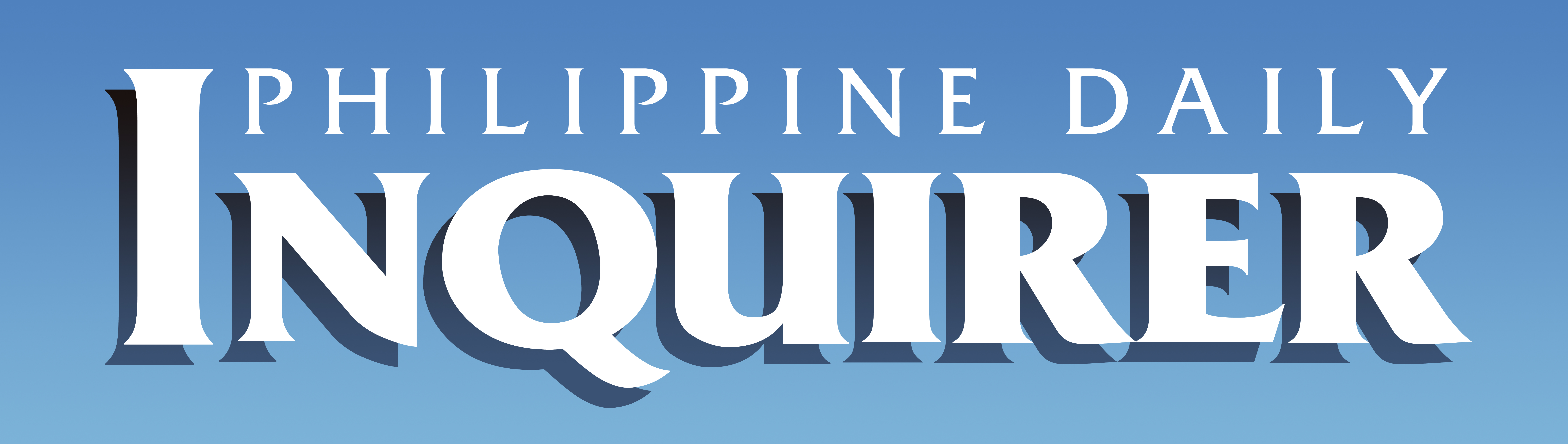
Logo Philippine Daily Inquirer

De Philippine Daily Inquirer (ook wel: The Inquirer) is de meest gelezen krant op normaal krantenformaat van de Filipijnen. Met een dagelijkse oplage van 260.000 heeft de krant een marktaandeel van 52 procent van de kranten op niet-tabloid formaat. 

## Geschiedenis
The Philippine Daily Inquirer is opgericht op 9 december 1985 tijdens de laatste dagen van het bewind van president Ferdinand Marcos. De krant werd opgericht met een budget van 1 miljoen Filipijnse pesos en had in die dagen een oplage van 30.000 stuks.
Tijdens de regering van president Joseph Estrada werd de krant door de president bekritiseerd als een "bevooroordeelde, kwaadaardige en leugens verspreidende" krant. Aantijgingen die door The Inquirer ontkend werden. In 1999 trokken diverse overheidsinstanties, pro-Estrada bedrijven en filmproducenten hun advertenties in de krant terug. De vermeende invloed van de president hierbij ontlokte veel internationale kritiek, omdat de persvrijheid in het geding zou zijn.

## INQ7.Net
INQ7.Net is een joint venture tussen de Philippine Daily Inquirer en GMA Network. Op deze site zijn artikelen uit de krant te vinden, aangevuld met audio- en videomateriaal van nieuws- en entertainmentprogramma's van GMA 7 alsmede materiaal van andere geaffilieerde bedrijven. 